# 준요 (항공모함)

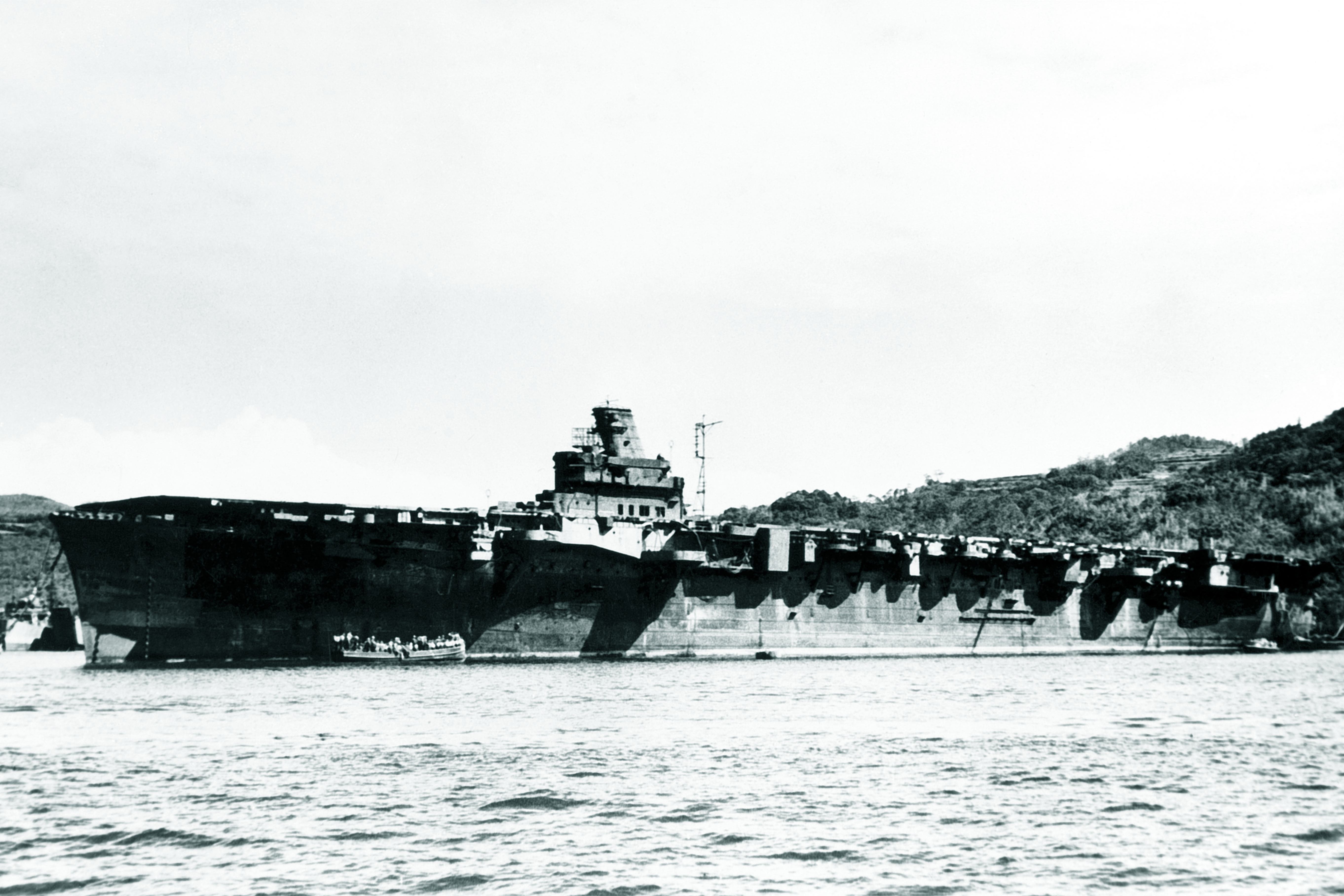
준요

준요(隼鷹)는 일본 제국 해군의 히요급 항공모함 2번함, 네임쉽으로 보기도 한다.

## 개요
히요(飛鷹)와 마찬가지로 유사개조를 전제로 건조 중인 일본우선의 호화여객선 카시와라마루(橿原丸)를 항모로 개조한 것이다. 미드웨이 해전 후 4척의 정규항모(아카기, 소류, 히류 ,카가)를 잃어 허술해진 기동부대에 있어 속력은 정규항모의 속도인 30노트 이상으로 비교적 느리며 강판도 얇아 방어능력도 열악했지만 소류(蒼龍)급의 항공기 탑재량을 지닌 히요와 준요는 귀중한 항공전력이 되었다.

## 함력
준공 후엔 일본 항모 최초로 레이다가 본격적으로 탑재되었고 알류샨 열도 공격, 남태평양 해전 등에 참가했다.
웨와크로의 육군부대수송 때 탑재기를 대잠, 대공경계로 바꾸기 위해 1943년 1월 15일에 준요는 구축함 아사구모, 사츠유와 함께 추크를 출항하여 17일에 웨와크에 제로전투기 23기, 함상공격기 6기를 진출시키고 19일에 추크섬으로 돌아왔다. 준요비행부대는 웨와크에서의 활동 중 B-24를 6기 격추, 3기 격파했다고 보고하였고 25일에 카비엔을 경유하여 제로전투기 14기, 함상공격기 6기가 추크로 돌아왔다.
마리아나 해전에선 2발의 직격탄과 6발의 지근탄을 맞았다. 직격탄은 함교에 명중하여 53명의 사상자를 내었다. 그 수리나 항공전력의 감퇴에 의해 레이테만 전투에는 참가하지 못했다. 이후는 탑재할 항공전력이 없어서 항모로서 활용되지 못한채 수송작전에 종사하게 된다.
1944년 10월 30일 사세보를 출항 마공을 경유하여 브루네이에 도착 레이테 회전에서 돌아온 구리타 함대에 탄약을 공급한 후 마닐라에 기항 항공어뢰의 수송을 펼쳤고 11월 17일에 무사히 구레로 귀환하였다. 12월 9일 다시 마닐라로의 수송임무를 하고 사세보로 귀환 중 나가사키 근해 메시마 부근에서 미 잠수함 시 데빌과 레드 피쉬에 의한 뇌격으로 어뢰 2발이 함수 및 우현기계실에 명중, 함수가 10m 날아가면서 사망 19명, 침수 5000톤의 피해를 입는데 좌현항해가 가능했기 때문에 13노트의 속력으로 가까스로 사세보로 귀환했다.
이 손상으로 사세보에서 수리, 계류하며 1945년 3월 말에 도크에서 나오지만 선체만 수리되었을 뿐으로 우현기계실은 수리되지 않았다. 다시 수리한 후에 출격시킬 계획(야마토와 마찬가지로 특공작전에 활용하거나)이 있었지만 결국 기계실의 수리가 완료되지 않은 채 종전을 맞이했다.
기관부의 수리가 완전히 이루어지지 않았기 때문에 종전 후 외양항해를 할 수 없었고 인양임무인 특별수송함으로 지정되지도 않았다. 11월 30일 제적. 1946년 8월 1일 해체완료. 상선으로 복귀하지는 못했지만 태평양전쟁 중 살아남은 상선개조항모 중에선 최대급의 선박이었다.
준요의 종은 마리아나 해전의 폭발명중으로 잃어버렸는데 나중에 미국이 회수하여 1944년 미국의 포덤 대학에 기증되었다.

## 자매함
- 히요

## 참고 문헌
- 하세가와 토이치 (1997). 《군함 매커니즘 도감-일본의 항공모함》 (일본어). 그랑프리 출판.
- 《사진 일본의 군함 제4권 항공모함Ⅱ》 (일본어). 1989년.
- 《함선모형 스페셜 No.18-상선개조항모》 (일본어). 모델아트(모델 아트 임시증간),. 2005년.
- 《전사총서 남동방면해군작전3 가섬철수 후》》 (일본어). 방위청 방위연수소 전사실, 아사구모 신문사,. 1976년.